# Covington (Geòrgia)
Covington és una població dels Estats Units a l'estat de Geòrgia. Segons el cens del 2000 tenia 11.547 habitants.

## Demografia
Segons el cens del 2000, Covington tenia 11.547 habitants, 4.261 habitatges, i 2.906 famílies. La densitat de població era de 324 habitants per km².
Dels 4.261 habitatges en un 31,4% hi vivien nens de menys de 18 anys, en un 40% hi vivien parelles casades, en un 23,6% dones solteres, i en un 31,8% no eren unitats familiars. En el 26,8% dels habitatges hi vivien persones soles el 12,6% de les quals corresponia a persones de 65 anys o més que vivien soles. El nombre mitjà de persones vivint en cada habitatge era de 2,62 i el nombre mitjà de persones que vivien en cada família era de 3,19.
Per edats la població es repartia de la següent manera: un 27,5% tenia menys de 18 anys, un 9,1% entre 18 i 24, un 27,7% entre 25 i 44, un 20,7% de 45 a 60 i un 15% 65 anys o més.
L'edat mediana era de 35 anys. Per cada 100 dones de 18 o més anys hi havia 80,7 homes.
La renda mediana per habitatge era de 31.997 $ i la renda mediana per família de 36.408 $. Els homes tenien una renda mediana de 29.622 $ mentre que les dones 23.339 $. La renda per capita de la població era de 15.554 $. Entorn del 14,8% de les famílies i el 19,6% de la població estaven per davall del llindar de pobresa.

## Poblacions més properes
El següent diagrama mostra les poblacions més properes.